# Haus Bremen-Amerika-Bank
Das Haus Bremen-Amerika-Bank befindet sich in Bremen, Stadtteil Mitte, Wachtstraße 32 beim Bremer Marktplatz. Es entstand um 1770. Das Gebäude steht seit 1973 unter Bremer Denkmalschutz.

## Geschichte
Das dreigeschossige, ursprünglich verputzte, dreiachsige Wohn- und Kontorhaus mit Satteldach und einem barocken Giebel wurde um 1770 in der Epoche des Barocks für einen Kaufmann gebaut.
 
Mehrere Umbauten fanden statt: 1881 ersetzten Schaufenster die zwei Utluchten im Erdgeschoss und seit 1897 gab es eine Durchfahrt zum Hof.

Der Umbau des Hauses vom 1923/24 im Reformstil nach Plänen von Alfred Runge und Eduard Scotland für die neu gegründete, ehemalige Bremen-Amerika-Bank, Hausbank von Kaffee HAG, führte zu erheblichen Veränderungen: Die Häuser Böttcherstraße 4/5 (Haus des Glockenspiels und Haus Atlantis) wurden einbezogen, alle Geschosshöhen veränderten sich, massive Decken wurden erstellt und bei Erhalt der Fassadenaufteilung wurde die Fassade des Sandsteinschmucks um 2,90 m erhöht und die Fenster- und Türöffnungen erneuert. Der Putz wurde entfernt für eine Fassade mit Ziegeln im Klosterformat im typischen Stil der Zeit und den der Werke dieser Architektengemeinschaft in der Böttcherstraße. Von dem barocken Haus blieben nur der Sandsteinschmuck des Giebels mit Vasen, Voluten und der Bekrönung mit einem Segmentbogen erhalten. Die innere Verbindung zum Haus des Glockenspiels, mit dem früheren rückwärtigen Eingang zur Bank, ist nicht mehr vorhanden. Im Haus hatte in den 1950er bis 1980er Jahren auch die Reederei Helmut Bastian ihren Sitz.
Heute (2018) wird das sanierte Gebäude durch einen Laden und Büros genutzt. Daneben steht das Radisson Blu Hotel.